# P. J. O'Rourke
Patrick Jake O'Rourke (Toledo, Ohio; 14 de noviembre de 1947-Sharon, Nuevo Hampshire; 15 de febrero de 2022) fue un político, periodista y escritor satírico, y responsable de política internacional de la edición estadounidense de la revista Rolling Stone, además era corresponsal de The Atlantic Monthly, The American Spectator y The Weekly Standard. En el Reino Unido fue muy conocido por haber protagonizado una serie de anuncios de la línea aérea British Airways durante la década de 1990. También fue investigador asociado del Instituto Cato.
Fue considerado uno de los más tempranos exponentes del periodismo gonzo.

## Vida y trayectoria profesional
Estudio en la Universidad Miami (Oxford, Ohio, EE. UU.), y fue profesor de inglés (título obtenido en la Universidad Johns Hopkins (Baltimore, Maryland, EE. UU.)). Al hablar de sí mismo en esa época se describía como un hippie de izquierda que en la década de los 1970 sufrió un cambio que le llevó a tener puntos de vista contrarios, y emergió como un observador y humorista político con puntos de vista libertarios.
Comenzó publicando artículos en diversas publicaciones, hasta llegar a ser redactor jefe del National Lampoon (una revista de humor que comenzó siendo el órgano oficial de Harvard, y al recibirse sus editores, salió a la venta públicamente. Simultáneamente comenzaron a forjarse otros humoristas como John Belushi, Chevy Chase de Saturday Night Live, Christopher Guest. En esa época escribió National Lampoon's High School Anuario 1964 con Douglas Kenney que más tarde fue utilizado en parte del guion de la película Animal House (titulada en España: Desmadre a la americana).
La gran mayoría de sus artículos son humorísticos y satíricos ( varios de estos y otros artículos se han convertido, posteriormente, en libros, como es el caso de “Cómo conducir drogado, a toda velocidad, mientras te manosean el 'Wing Wang', sin volcar el trago”, artículo publicado en la National Lampoon en 1979 y que sirvió de base para el último libro de este autor publicado en España "Cómo conducir drogado a toda velocidad y otros ensayos" (también publicado con el título de "Alucinaciones de un reptil americano"). Fue  admirador y defensor del periodismo gonzo.

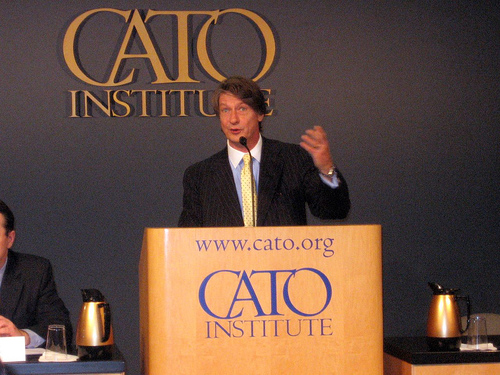
P.J. O´Rourke en el Cato Institute.

Se trasladó a Hollywood para escribir guiones, pero al poco se marchó a Nueva York, donde fue fichado por la revista que le daría más fama, Rolling Stone, aunque también ha colaborado, en distintos momentos de su vida, con las publicaciones: Esquire, Car and Driver, The Wall Street Journal, Time, Vogue, Vanity Fair y Play Boy (en esta última publicación comenzó a escribir una serie de artículos que posteriormente se convirtieron en “Como tener la casa como un cerdo (guía del perfecto soltero)”, tal vez el más conocido de sus libros en España).

## Vida privada
Estuvo casado de 1990 a 1993 con Amy Lumet, hija del director de cine Sidney Lumet y nieta de Lena Horne. En el año 1995 se casó con su segunda esposa, Tina, con la que tuvo dos hijas y un hijo. O'Rourke dividía su tiempo entre la pequeña ciudad de Sharon (Nuevo Hampshire) y Washington D. C.

## Muerte
En septiembre de 2008, O'Rourke anunció que le habían diagnosticado un cáncer anal tratable, del que esperaba "un 95% de posibilidades de supervivencia". 
O'Rourke murió de cáncer de pulmón en su casa de Sharon, New Hampshire, el 15 de febrero de 2022, a la edad de 74 años.